# عسل‌خوار سینه‌گوگردی
عسل‌خوار سینه‌گوگردی (نام علمی: Myzomela jugularis)، همچنین به عنوان میزوملای سینه‌نارنجی یا عسل‌خوار سینه‌نارنجی شناخته می‌شود، گونه‌ای از پرندگان تیرهٔ عسل‌خواران (Meliphagidae) است.

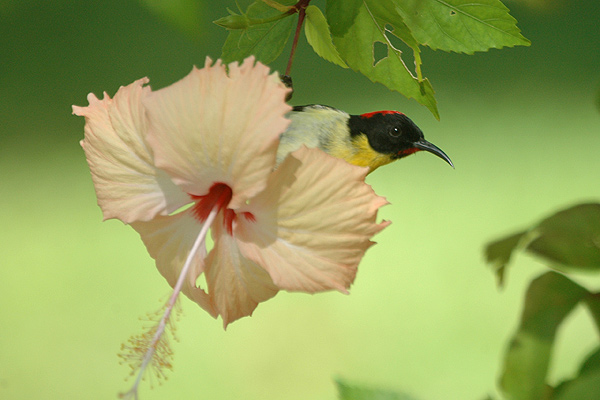
نر، جزایر فیجی

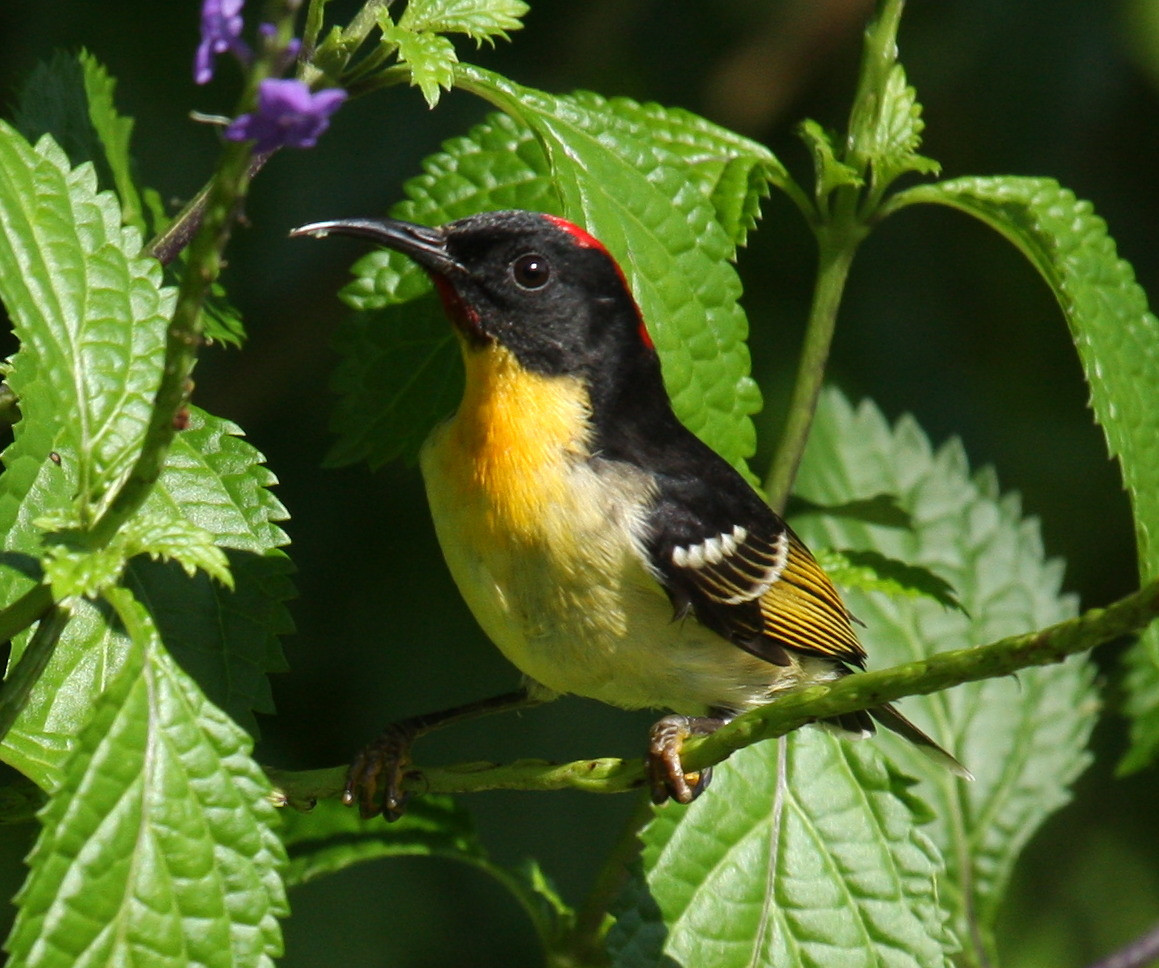
نر، جزایر فیجی